# Kahror Pacca
Kahror Pacca ou Kahror Pakka (en ourdou : كہروڑ پكّا) est une ville pakistanaise, située dans le district de Lodhran, dans la province du Pendjab. Elle est la capitale du tehsil éponyme.
Située dans le sud de la province du Pendjab, la population de la ville parle principalement saraiki. La ville est située à 32 kilomètres de la ville de Lodhran, capitale du district. Elle vit principalement de l'agriculture, dont notamment le coton.
La population de la ville a été multipliée par plus de quatre entre 1972 et 2017 selon les recensements officiels, passant de 22 922 habitants à 82 141. Entre 1998 et 2017, la croissance annuelle moyenne s'affiche à 1,8 %, inférieure à la moyenne nationale de 2,4 %. Selon le recensement de 2023, la population de la ville monte à 98 325 habitants.
|            | 1972 (rec.) | 1981 (rec.) | 1998 (rec.) | 2017 (rec.) | 2023 (rec.) |
| ---------- | ----------- | ----------- | ----------- | ----------- | ----------- |
| Population | 22 922      | 35 600      | 58 974      | 82 141      | 98 325      |